# Cupania zanthoxyloides
Cupania zanthoxyloides är en kinesträdsväxtart som beskrevs av Jacques Cambessèdes. Cupania zanthoxyloides ingår i släktet Cupania och familjen kinesträdsväxter. Inga underarter finns listade i Catalogue of Life.